# 毛坝水库
毛坝水库是中国四川省乐山市井研县境内的一座水库，位于岷江支流泥溪河上，建于1979年。水库正常库容为647万立方米，集雨面积为34平方千米，海拔为450.85米。